# Daisuke Tanaka
Daisuke Tanaka (født 6. januar 1983) er en tidligere japansk fodboldspiller.
Han har spillet for flere forskellige klubber i sin karriere, herunder Shimizu S-Pulse og Tokushima Vortis.